# Équipe de Lettonie de rugby à XV
L'équipe de Lettonie de rugby à XV rassemble les meilleurs joueurs de rugby à XV de Lettonie.
Elle est membre de la FIRA - Association Européenne de Rugby et joue dans la division 2B du Championnat Européen des Nations.
L'équipe était classée 61e au classement de l'International Rugby Board le 1er mars 2010.

## Palmarès
- Coupe du monde
  - 1995 : pas qualifiée
  - 1999 : pas qualifiée
  - 2003 : pas qualifiée
  - 2007 : pas qualifiée
  - 2011 : pas qualifiée